# Anochetus micans
Anochetus micans é uma espécie de formiga do gênero Anochetus, pertencente à subfamília Ponerinae.